# Зыль, Василий Константинович
Василий Константинович Зыль (1902—1973) — Гвардии полковник Советской Армии, участник Великой Отечественной войны, Герой Советского Союза (1945).

## Биография
Василий Зыль родился 10 марта 1902 года в деревне Остров (ныне — Смолевичский район Минской области Белоруссии). Окончил неполную среднюю школу. В 1923 году Зыль был призван на службу в Рабоче-крестьянскую Красную Армию. В 1929 году он окончил Московскую артиллерийскую школу. С июня 1941 года — на фронтах Великой Отечественной войны. К январю 1945 года гвардии подполковник Василий Зыль командовал 299-м гвардейским миномётным полком 10-го гвардейского Уральского добровольческого танкового корпуса 4-й танковой армии 1-го Украинского фронта. Отличился во время Висло-Одерской операции.
В ночь с 25 на 26 сентября 1944 года Зыль вместе с передовыми частями своего полка переправился через Одер в районе населённого пункта Тарксдорф к югу от польского города Сцинава и артиллерийским огнём прикрыл переправу танковых частей.
Указом Президиума Верховного Совета СССР от 10 апреля 1945 года за «умелое командование артполком и проявленные при этом мужество и героизм» гвардии подполковник Василий Зыль был удостоен высокого звания Героя Советского Союза с вручением ордена Ленина и медали «Золотая Звезда» за номером 6006.
После окончания войны Зыль продолжил службу в Советской Армии. В 1946 году он окончил высшую офицерскую артиллерийскую школу. В 1954 году в звании полковника Зыль был уволен в запас. Проживал в Москве. Умер 4 декабря 1973 года, похоронен на Введенском кладбище (29 уч.).

## Награды
Почётный гражданин Болхова. Был награждён двумя орденами Ленина, четырьмя орденами Красного Знамени, орденами Александра Невского, Отечественной войны 1-й и 2-й степеней, рядом медалей.

## Память
В честь Зыля названа школа в Калининграде.